# Yancey Arias
Yancey Arias (New York, 27 juni 1971) is een Amerikaans acteur, filmregisseur, filmproducent en scenarioschrijver.

## Biografie
Arias is van Colombiaanse en Puerto Ricaanse afkomst. Hij heeft gestudeerd aan de Carnegie Mellon University in Pittsburgh.
Arias is ook actief in het theater, hij maakte in 1991 zijn debuut op Broadway met de musical Miss Saigon als understudy voor de rol van Thuy. Hierna speelde hij nog eenmaal op Broadway, in 2000 speelde hij in de musical The Wild Party in de rol van Black.
Arias is vanaf 2002 getrouwd.

## Filmografie

### Films
Uitgezonderd korte films.
- 2022 North of the 10 - als David
- 2021 13 Minutes - als Carlos
- 2021 Switched Before Birth - als Gabe Ramirez
- 2019 100 Days to Live – als Jack Byers
- 2019 Stano – als Billy
- 2018 God's Eye – als Marcos
- 2018 Bella's Story – als Marco
- 2018 Canal Street – als DJ Wado
- 2017 Secrets of Deception – als rechercheur Reyes
- 2016 Restored Me – als Roger Escalante
- 2016 Hands of Stone – als Benny Huertas
- 2015 The Outfield – als Charles
- 2015 Tag – als Edmund
- 2014 Cesar Chavez – als Gilbert Padilla
- 2013 The List – als Arturo Diaz
- 2011 America – als Correa
- 2011 Ticking Clock – als detective Becker
- 2010 Undocumented – als Alberto
- 2010 Legion – als Estevez
- 2009 Street Dreams – als Tim Cabrera
- 2009 Behind Enemy Lines: Colombia – als Alvaro Cardona
- 2008 The Deadliest Lesson – als Daniel
- 2008 Hotel California – als Hector
- 2007 Die Hard 4.0 – als agent Johnson
- 2006 Walkout – als Panfilo Crisostomo
- 2004 American Family – als Conrado Gonzalez
- 2002 The Time Machine – als Toren
- 2001 Home Invaders – als Angel
- 1998 Crossfire – als Hernandez
- 1998 Blade Squad – als Bravo
- 1997 Dead Men Can't Dance – als Sixkiller
- 1997 Destination Unknown – als Rico
- 1996 Educating Matt Waters – als T
- 1992 Innocent Blood – als assistent van lijkschouwer
- 1991 Guilty Until Proven Innocent – als Brad Larosa
- 1990 Criminal Justice – als Raymond Alvarez

### Televisieseries
Uitgezonderd eenmalige gastrollen.
- 2021 Magnum P.I. - als agent Ray Sloane - 3 afl.
- 2020 L.A.'s Finest – als burgemeester Trent Garrison – 2 afl.
- 2016 – 2020 Bosch – als burgemeester Hector Ramos – 14 afl.
- 2017 – 2018 Queen of the South – als Cortez – 21 afl.
- 2016 Agents of S.H.I.E.L.D.: Slingshot – als kolonel Victor Ramon – 4 afl.
- 2011 – 2015 Revenge – als senator Tom Kingsly – 4 afl.
- 2013 Castle – als chief Carl Villante – 2 afl.
- 2011 Chase – als Pablo Cordova – 2 afl.
- 2008 – 2009 Knight Rider – als Alex Torres – 12 afl.
- 2006 Thief – als Gabriel Williams – 6 afl.
- 2004 Half & Half – als Carter Del Toro – 2 afl.
- 2004 The Division – als Gabe – 5 afl.
- 2003 Kingpin – als Miguel Cadena – 6 afl.
- 1997 – 2001 NYPD Blue – als Bobby Rock / Rafael Mercado – 2 afl.
- 2001 Charmed – als inspecteur Cortez – 2 afl.

### Computerspellen
- 2023 Spider-Man 2 - als stem
- 2021 Far Cry 6 - als VO
- 2020  Miles Morales - als Teo Alvarez

### Filmregisseur
- 2018 Bella's Story – film
- 2012 Succes Driven – korte film
- 2010 Baby – korte film

### Filmproducent
- 2022 North of the 10 - film
- 2018 Bella's Story – film
- 2018 Canal Street – film
- 2017 The Lesson – korte film
- 2017 Secrets of Deception – film
- 2014 Restored Me – film
- 2012 Succes Driven – korte film
- 2012 The Shooting Star Salesman – korte film
- 2010 Baby – korte film
- 2001 Home Invaders – film
- 1997 Destination Unknown – film

### Scenarioschrijver
- 2010 Baby – korte film

- Bibliothèque nationale de France: cb16154134r (data)
- International Standard Name Identifier: 0000 0000 7294 524X
- Library of Congress Control Number: no2001095083
- Nationale Bibliotheek van Israël: 987007334925505171
- Système universitaire de documentation: 163073988
- Virtual International Authority File: 102416401
- WorldCat: E39PBJwD3MpWcbCmj44J86MkjC